# Blindenstok

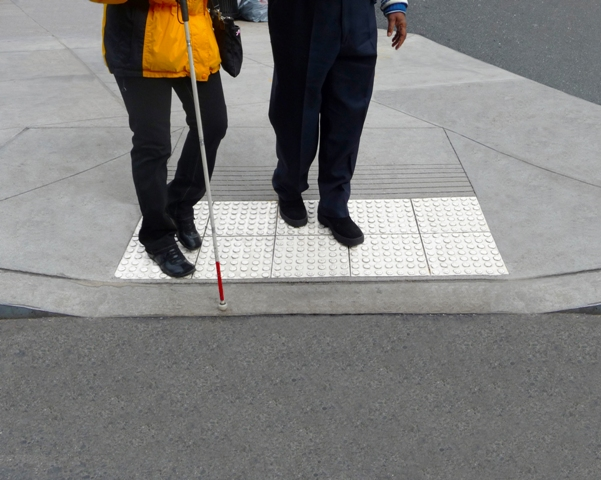
Wandelen met een blindenstok

Een blindenstok (herkenningsstok of taststok) is een ongeveer 12 tot 15 mm dikke stok, geheel wit of wit met rode dwarsstrepen. Een blindenstok is gemaakt van kunststof met glasvezel versterkt of van aluminium, en sommige modellen kunnen opgevouwen worden.
De stok wordt zowel door blinden als door slechtzienden gebruikt.
Onderscheiden worden de herkenningsstok die in het dagelijks leven gebruikt wordt om aan te geven dat iemand blind of slechtziend is, en een taststok, die als mobiliteitshulpmiddel gebruikt wordt.
Het verschil tussen beide stokken is dat een taststok op de lengte van de gebruiker is afgestemd en een speciaal uiteinde (de tip) heeft. De tip van de stok zorgt voor een goede echo-akoestiek die belangrijk is bij het lopen en slijtvast is. Naast de klassieke tip die een tikkend geluid geeft bij contact met een harde ondergrond, zijn er ook tips die bestaan uit een platte schijf of een ronde bal. Een dergelijke tip houdt in principe voortdurend contact met de ondergrond en geeft geen akoestische feedback. Er bestaan rechte taststokken en speciale laagtasters die een knik bevatten voor nog betere tast-resultaten. 

## Blindenstok in het verkeer
De witte stok werd in 1930 bedacht door de Parisienne Guilly d'Herbemont. Frankrijk telde in die tijd duizenden oorlogsblinden ten gevolge van de Duitse gasaanvallen. Mevrouw d'Herbemont ergerde zich aan het gevaar dat deze mannen dagelijks liepen in het straatverkeer van Parijs. Ze schreef een ingezonden brief in de Echo de Paris met het voorstel, blinde voetgangers met een witte stok het recht van voorrang te geven. Haar voorstel vond bijval, en op 7 februari 1931 reikte Guilly d'Herbemont in aanwezigheid van enkele leden van de Franse regering de eerste witte stokken uit aan twee blinden, van wie een oorlogsblinde. Aansluitend werden door de overheid 5000 witte stokken gedistribueerd. Snel vond het hulpmiddel zijn weg in andere landen.
In Nederland en België is de voorrang van de blinde of slechtziende met witte stok met een of meerdere rode dwarsstrepen in de wet vastgelegd. Wordt geen voorrang verleend dan riskeert de overtreder een boete. België kende tot eind 2006 een aparte gele stok voor slechtzienden, die is nu ook wit.